# Limodorum trabutianum
Limodorum trabutianum är en orkidéart som beskrevs av Jules Aimé Battandier. Limodorum trabutianum ingår i släktet Limodorum och familjen orkidéer. Inga underarter finns listade i Catalogue of Life.